# Francisco Yegros
Francisco Solano Yegros Fernández, detto Chocho (Puerto Rosario, 24 luglio 1933 – 6 giugno 1995), è stato un cestista paraguaiano.
Era il fratello di Remigio Yegros.

## Carriera
Con il Paraguay ha disputato i Campionati del mondo del 1954, segnando 48 punti in 4 partite.